# 핫라인

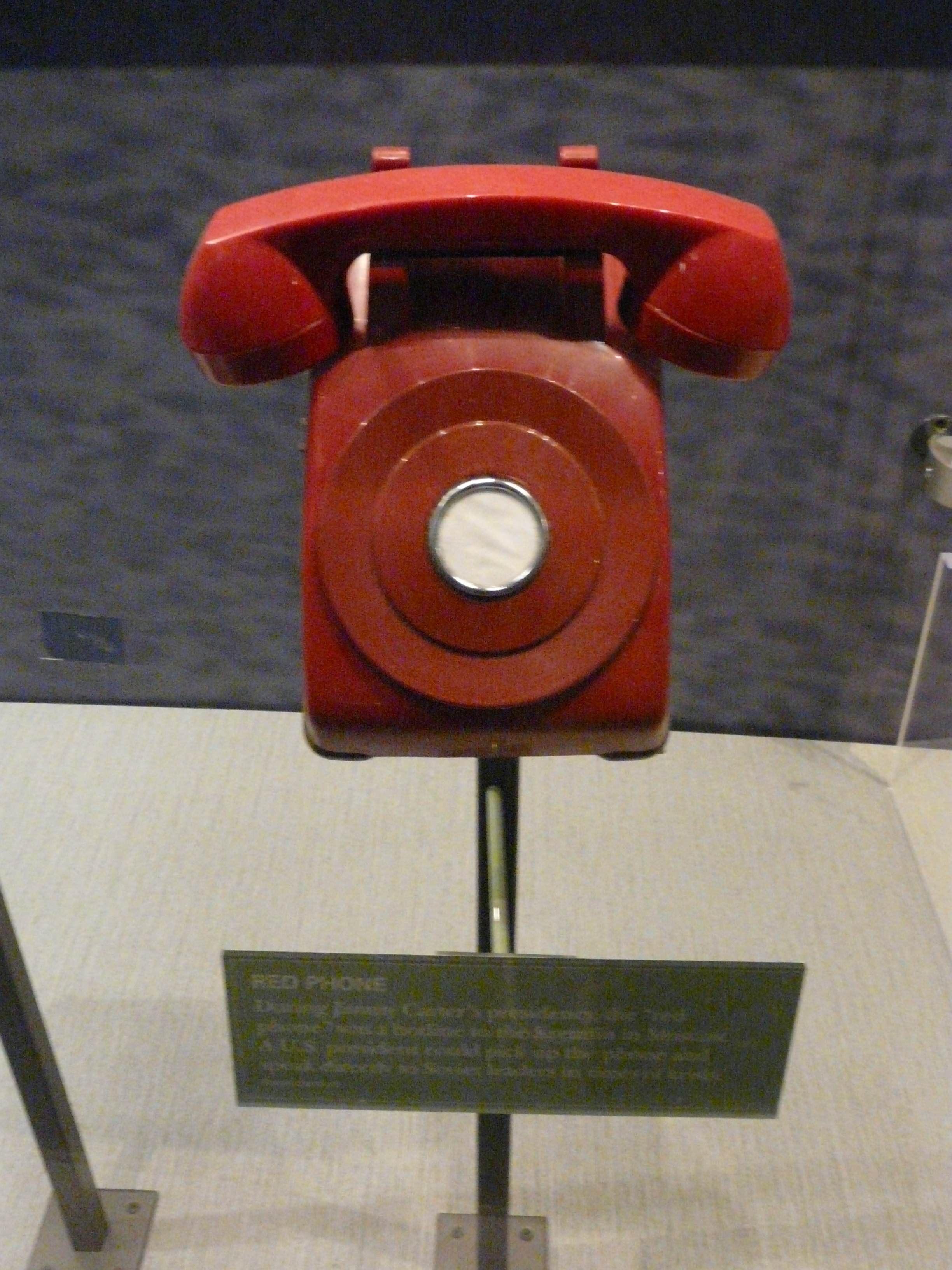
핫라인을 나타내는 전화기

핫라인(Hotline)은 사고나 오해로 인한 우발적인 전쟁을 방지하기 위하여 긴급 비상용으로 쓰는 직통 전화를 뜻하는 단어이다. 그러나 민간에서의 핫라인도 점차적으로 보급됨에 따라 반드시 군사적인 것을 뜻하는 것은 아니게 되었다.

## 미국과 소련
미국과 소련 간 핫라인은 1963년 8월 31일에 개통되었으며, 이는 미국 워싱턴 D.C.의 펜타곤과 소련 모스크바의 크렘린과의 직통 통신선이다. 소위 미·소 접근의 한 가지 표현이다. 본국－대사관－상대국이라는 절차가 아니라 미·소의 양 수뇌가 직접통화하는 시스템이다. 1967년 제3차 중동 전쟁 시에 처음으로 사용되었다.

## 프랑스와 소련
프랑스와 소련 사이에도 1967년 핫 라인이 설치되었다.